# Confrontos em Bagdá em 2021
Os confrontos em Bagdá em 2021 foram um conflito civil após as eleições iraquianas de 2021 entre manifestantes e forças de segurança iraquianas. Os confrontos deixaram mais de 125 feridos e dois mortos. Os manifestantes eram partidários de milícias e partidos políticos apoiados pelo Irã.

## Contexto
A violência foi alimentada pelos resultados das eleições iraquianas de 2021, que ocorreram em outubro. Os apoiadores de grupos pró-iranianos, que sofreram grandes perdas nas urnas, chamaram os resultados de "fraude maciça" uma vez que a maioria dos partidos perderam quase a metade de seus assentos no parlamento iraquiano.  Os manifestantes eram principalmente pessoas filiadas a milícias apoiadas pelo Irã e partidos políticos pró-Irã. Algumas das milícias eram Kata'ib Hezbollah, Asaib Ahl al-Haq, Organização Badr (ala miliciana), Kata'ib al-Imam Ali e Quwat al-Shaheed al-Sadr (ala miliciana do Partido Islâmico Dawa), que são todos parte das Forças de Mobilização Popular. Alguns dos partidos políticos foram o Partido Islâmico Dawa e a Aliança Fatah, que inclui a Organização Badr (ala política), o Bloco Al-Sadiqoun (a ala política do Asa'ib Ahl al-Haq) e outros, todos aliados próximos das Forças de Mobilização Popular.

## Confrontos
Os revoltosos tentaram invadir a Zona Verde, uma área de Bagdá que abriga todos os prédios do governo e embaixadas, lançaram pedras nas forças de segurança, que dispararam gás lacrimogêneo e atiraram para o ar para dispersar a multidão. Os manifestantes também lançaram projéteis e bloquearam todo o acesso à Zona Verde, até que a polícia os expulsou. Os policiais abriram fogo contra os manifestantes, causando pelo menos duas mortes. As forças de segurança foram acusadas de queimar tendas montadas por manifestantes. 

## Consequências
Os confrontos deixaram 125 feridos e duas pessoas mortas. 21 manifestantes ficaram feridos por inalação de fumaça e nove policiais ficaram feridos devido as pedras atiradas contra eles.  O primeiro-ministro Mustafa Al-Kadhimi ordenou uma investigação completa dos acontecimentos, enquanto o presidente Barham Salih pediu moderação. Nouri Al-Maliki, ex-primeiro-ministro do Iraque, disse no Twitter que "os manifestantes estavam 'reivindicando seus direitos legítimos', mas não deveriam ter alimentado a violência e deveriam ter evitado provocar as forças de segurança em primeiro lugar". Qais al-Khazali, líder do Asaib Ahl al-Haq, condenou a violência e pediu justiça para os manifestantes feridos. Nas próprias palavras de Khazali, "sejam eles quem forem, devem ser responsabilizados", referindo-se às forças de segurança. 
Dois dias depois, em 7 de novembro, foi feita uma tentativa de assassinato contra o primeiro-ministro Mustafa Al-Kadhimi por meio de um ataque de drones. O premiê sobreviveu ao ataque ileso, mas seis de seus guarda-costas ficaram feridos. A tentativa de assassinato estava ligada aos protestos, conforme uma fonte anônima dos milicianos que afirmou ter sido feita por uma milícia xiita, provavelmente Kataib Hezbollah ou Asaib Ahl al-Haq. As armas utilizadas na tentativa de assassinato foram fabricadas no Irã. 